# Grgurevci
Grgurevci (en serbe cyrillique : Гргуревци) est une localité de Serbie située dans la province autonome de Voïvodine et sur le territoire de la ville de Sremska Mitrovica, district de Syrmie (Srem). Au recensement de 2011, elle comptait 1 129 habitants.
Grgurevci, officiellement classé parmi les villages de Serbie, est une communauté locale, c'est-à-dire une subdivision administrative, de la ville de Sremska Mitrovica.

## Géographie

### Localisation

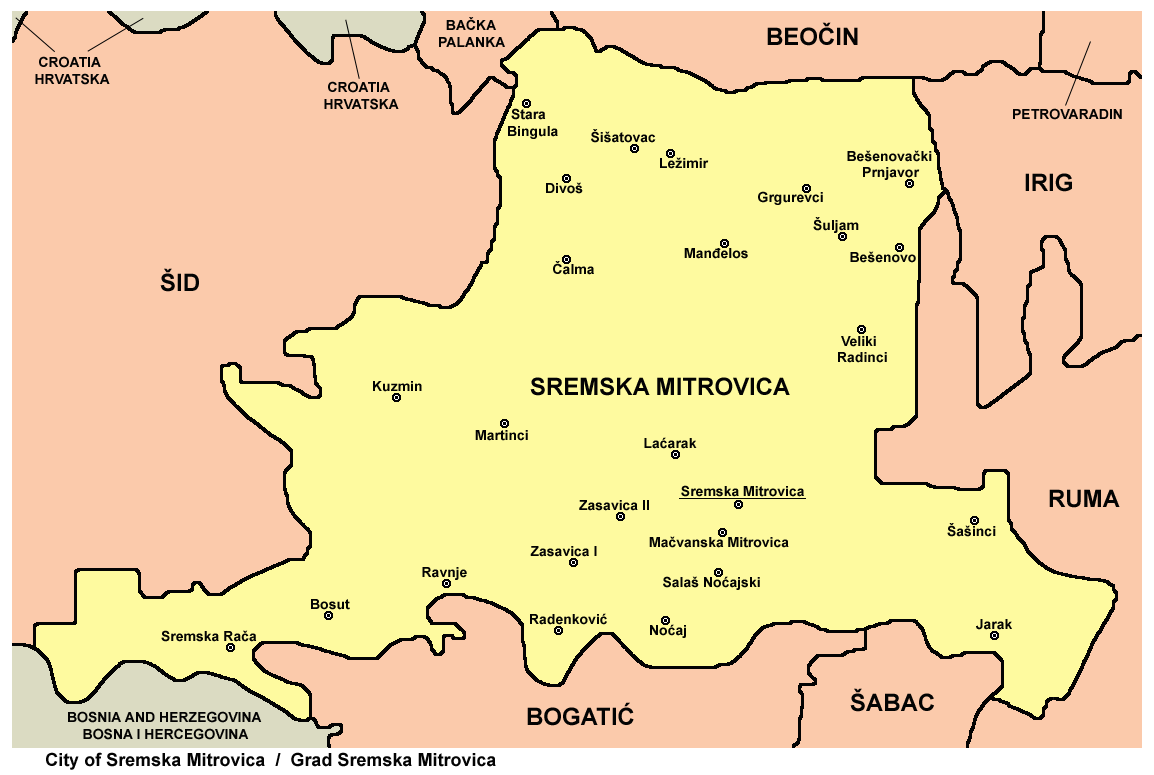
Localisation de Grgurevci dans la ville de Sremska Mitrovica

Grgurevci se trouve en Syrmie, sur les pentes méridionales du massif de la Fruška gora. Le village est situé à proximité de Grabovo et Banoštor au nord, de Laćarak au sud, de Manđelos à l'est, de Šuljam et Veliki Radinci à l'ouest.

### Géologie
La grotte de Grgurevci (en serbe : Grgurevačka pećina), située au pied du sommet de Popov čot (444 m) et découverte en 1961, témoigne d'une époque remontant à la période du Trias moyen.

## Histoire
Le territoire du village était habité à l'époque romaine, ainsi qu'en témoignent les découvertes archéologiques.
Le village est mentionné pour la première fois en 1247 ; il était alors habité par des Hongrois ; des moines bénédictins y construisirent un monastère dédié à Saint-Grégoire (Claustrum sancti Gregori) ; ce monastère a sans doute donné son nom à Grgurevci ; son emplacement constitue aujourd'hui un site archéologique de grande importance de la république de Serbie,. Après la bataille de Kosovo Polje (1389) et l'effondrement de l'État serbe médiéval, des populations serbes vinrent s'y installer. Après la prise de Belgrade par les Ottomans en 1521 et, plus encore, après la bataille de Mohács en 1526, la population hongroise reflua vers le nord et de nouvelles populations serbes affluèrent, en provenance des régions de la Drina et de la Kolubara.
Au milieu du XVIe siècle, sous les Ottomans, Grgurevci devint le siège d'une nahija, une subdivision administrative du sandjak de Syrmie ; cette nahija, qui s'étendait de Stejanovci à l'est jusqu'à Strošinci à l'ouest, regroupait 45 villages. Dans son carnet de 1664, le voyageur ottoman Evliya Çelebi indique que Grgurevci comptait 7 quartiers (mahale) musulmans et 3 quartiers chrétiens ; on y dénombrait 2 000 maisons, quelques mosquées, 2 médersas, 3 écoles et un monastère.
Après 1688, le village devint une possession autrichienne intégrée à la Frontière militaire ; les populations musulmanes se réfugièrent alors en Bosnie. Grgurevci, comme la plupart des localités de la Fruška gora, fit partie des terres de la puissante famille Odescalchi. L'église Saint-Michel fut construite en 1754 et une école fut fondée en 1809. La révolution de 1848 fut marquée par la résistance des paysans du village face à l'armée autrichienne ; Grgurevci fit partie de la Voïvodine de Serbie et le servage fut aboli. Puis, de 1849 à 1860, le village fit partie du voïvodat de Serbie et du banat de Tamiš puis, après 1860, il fut intégré au comitat de Syrmie, au sein du royaume de Hongrie. La fin du XIXe siècle fut marquée par l'installation de populations allemandes, venues de Ruma, d'Aljmaš et des régions de la Baranya et de la Bačka. Une seconde école fut construite dans le village en 1889. En 1905, Grgurevci abritait 342 foyers, dont 306 foyers serbes ; il comptait 2 135 habitants, dont 1 579 Serbes et 556 Allemands ; la majorité de la population travaillait dans les domaines de l'agriculture, de l'élevage, de la viticulture et de la production fruitière. Pendant la Première Guerre mondiale, les hommes du village furent enrôlés dans l'armée austro-hongroise mais nombre d'entre eux désertèrent ou se cachèrent dans les forêts de la Fruška gora.
En 1918, après la dislocation de l'empire d'Autriche-Hongrie, Grgurevci fut intégré au royaume des Serbes, Croates et Slovènes qui, en 1929, devint le royaume de Yougoslavie. Le village était alors un centre commerçant de la région. Selon le recensement de 1931, Grgurevci comptait 2 034 habitants, dont 1 603 Serbes, 65 Croates et 361 Allemands. Pendant la Seconde Guerre mondiale, le village participa à la lutte de libération nationale des Partisans communistes de la Fruška gora contre les nazis et les oustachis de l'État indépendant de Croatie ; en représailles, le 6 juin 1942, 257 habitants de Grgurevci furent exécutés ; un monument honore aujourd'hui leur mémoire. Le village fut libéré le 20 octobre 1944 et la plupart des Allemands durent prendre le chemin de l'exil. Intégrée à la république fédérative socialiste de Yougoslavie, elle en a depuis connu les vicissitudes historiques.

## Démographie

### Évolution historique de la population
| 1948  | 1953  | 1961  | 1971  | 1981  | 1991  | 2002  | 2011  |
| ----- | ----- | ----- | ----- | ----- | ----- | ----- | ----- |
| 1 099 | 1 120 | 1 371 | 1 452 | 1 405 | 1 319 | 1 312 | 1 129 |

|  |

### Données de 2002
Pyramide des âges (2002)
En 2002, l'âge moyen de la population était de 38,4 ans pour les hommes et 43 ans pour les femmes.
Répartition de la population par nationalités (2002)
En 2002, les Serbes représentaient environ 83,6 % de la population.

### Données de 2011
En 2011, l'âge moyen de la population était de 43,8 ans, 42 ans pour les hommes et 45,5 ans pour les femmes.

## Culture
L'association culturelle Dositej Obradović, qui anime notamment un ensemble folklorique serbe, a été officiellement fondée en 1979 ; son origine remonte à 1937 ; elle organise chaque année une manifestation appelée Kolo Srema. L'association Višnja, créée en 2008, réunit des femmes de Grgurevci et entretient une salle ethnographique ; une autre association de femmes anime également la vie locale.
Depuis 2010, le village abrite une maison qui sert de musée ethnographique, la maison Majka Angelina.

## Sport
Le village possède un club de football, l'OFK Grgurevci, dont l'origine remonte à 1926. La société de chasse Soko a été fondée en 1939.

## Éducation
Depuis 1963, l'école élémentaire (en serbe : osnovna škola) de Grgurevci porte le nom d'école Slobodan Bajić Paja. Depuis, elle a fusionné avec les écoles de Šuljam et de Manđelos.

## Économie
Depuis la fin des années 1980, plusieurs entreprises ont été créées à Grgurevci, comme la laiterie Mini mlekara et le moulin Klas. La société Probus commercialise des machines agricoles et la société Maki produit et commercialise de l'humus.

## Tourisme
Une partie du parc national de la Fruška gora, dont environ 650 ha de forêt, se trouve sur le territoire du village de Grgurevci. On y trouve aussi le hameau de Letenka, qui constitue un des pôles touristiques du secteur.
L'église Saint-Michel de Grgurevci a été construite en 1754 ; elle est inscrite sur la liste des monuments culturels de grande importance de la république de Serbie.

## Personnalité
Le héros national Marko Peričin Kamenjar (1912-1982) est né à Grgurevci.